# El Gato Negro (revista)
El Gato Negro fue una revista editada en la ciudad española de Barcelona entre 1898 y 1899.

## Descripción
La revista se editó en Barcelona entre 1898 y 1899. Entre sus firmas figuraron las de José Alcalá Galiano, un A. Alcalde Alejandre, Andrés Alonso y Merchán, Celedonio J. de Arpe Caballero, Vital Aza y Builla, Francisco Aznar Navarro, Florencio Bello Sanjuán, Marcos Rafael Blanco Belmonte, Eusebio Blasco, Francisco Javier de Burgos, Francisco Calabria, Juan Camps y Arnau, Federico Canalejas y Fustegueras, Leopoldo Cano y Massas, Francisco de Paula Capella, Alberto Casañal Shakery, Enrique Casellas, Arturo Díaz y Adame, José Fernández Bremón, Antonio Fernández Grilo, los hermanos Anselmo y Pedro Gascón de Gotor, Francisca Gutiérrez, Eduardo Hano Bustillo, Pedro Hernández y Erenas, José Jackson Veyan, Juan Jiménez, Alejandro Larrubiera, Ángel Lasso de la Vega y Argüelles, Rafael López de Haro, Tomás Luceño y Becerra, Florentino Llorente, Rogelio Maestre, Pedro Mata Domínguez, José María Matheu y Aybar, José Ramón Mélida, R. Miquel y Planas, Miguel Moliné y Roca, Ricardo Monasterio, Juan Moneva y Pujol, Santos Moya, Enrique Muñiz y García, Daniel Ortiz, Carlos Ossorio y Gallardo, Eduardo de Palacio, Manuel del Palacio, Antonio Palomero, Emilia Pardo Bazán, Mariano Pardo de Figueroa, Juan Bautista Perales y Boluda, Alfonso Pérez Gómez-Nieva, Francisco Piñol, Bartolomé A. del Puerto, Federico Rahola, Luis Ram de Viu, Enrique Ramírez de Saavedra, Miguel Ramos Carrión, Augusto Riera, Antonio Royo y Villanova, Salvador Rueda y Santos, Antonio Sánchez Pérez, Enrique Sepúlveda y Planter, Emilia Serrano de Wilson, José de Siles, José María Solís y Montoro, Luis de Tapia, Vicente Toscano Quesada, Pedro Trujillo de Miranda, Restituto Valle y Ruiz, Jacinto Verdaguer y Eduardo de Zamacois y Quintana.